# Amphilestes
Amphilestes es un género extinto de mamíferos triconodontos, propio del Jurásico Medio.
Varias piezas dentarias y huesos mandibulares son los recursos fósiles a partir de los que se conoce este triconodonte. Estos han sido hallados en los campos de pizarra de Oxfordshire en el Reino Unido.

La fórmula dentaria de la mandíbula inferior es: i: 4, c: 1, p: 4, m: 5. O sea: 
| Dentición |
| --------- |
| -.-.-.-   |
| 4.1.4.5   |

Los premolares son simétricos y presentan como los molares tres cúspides en la corona, dándose la circunstancia de que tanto en unos como en otros la mayor de ellas es la central, aunque la diferencia, es mucho menos manifiesta en los primeros.

## Filogenia
Cladograma:
```
   ---o 
Amphilestidae
 
Osborn, 1888
 - 
anfiléstidos (†)

      |-o 
Kemchugia
 
Averianov & al., 2005
 - 
(†)

      |-o 
Liaotherium
 
Zhou & al., 1991
 - 
(†)

      `--o Amphilestinae 
(Osborn, 1888)
 - 
anfilestinos (†)

         |-o 
Amphilestes
 
Owen, 1845
 - 
(†)

         | `-- 
Amphilestes broderipii
 
Owen, 1845
 - 
(†)
 
Reino Unido
 
Reino Unido
: 
Oxfordshire
.
         |-o 
Aploconodon
 
Simpson, 1925
 - 
(†)

         |-o 
Comodon
 
(Simpson, 1925)
 - 
(†)

         |-o 
Hakusanodon
 
Rougier & al., 2007
 - 
(†)

         |-o 
Paikasigudodon
 
(Prasad & Manhas, 1997)
 - 
(†)

         |-o 
Phascolotherium
 
Broderip, 1828
 - 
(†)

         |-o 
Tendagurodon
 
Heinrich, 1998
 - 
(†)

         `-o 
Triconolestes
 
Engelmann & Callison, 1998
 - 
(†)
```